# Карл Вітте
Іоганн Генріх Фрідріх Карл Вітте (нім. Johann Heinrich Friedrich Karl Witte; 1 липня 1800—6 березня 1883) — німецький юрист і перекладач, відомий як наймолодший доктор філософії в історії (занесений в Книгу рекордів Гіннеса).